# Chrysodeixis dinawa
Chrysodeixis dinawa là một loài bướm đêm trong họ Noctuidae.